# Палех
Па́лех — посёлок городского типа Палехского района Ивановской области Российской Федерации. Старинный центр русского народного промысла — палехской лаковой миниатюры и иконописи. Административный центр Палехского городского поселения в составе Палехского района.

## География
Палех расположен на автотрассе Р-152 «Ростов — Нижний Новгород», на 63 километре участка трассы Иваново — Нижний Новгород, к юго-востоку от областного центра Иваново, и в 30 км к востоку от города Шуи. Расстояние до ближайшей железнодорожной станции «Шуя» — 32 км.
Через посёлок протекает небольшая река Палешка (прежнее название реки Палекша) — левый приток реки Люлеха, являющейся левым и крупнейшим притоком реки Тезы, входящей в Окский бассейновый округ.
| С-З | Кострома ~ 168 км           | Кинешма ~ 88 км Вичуга ~ 57 км | Лух ~ 45 км              | С-В |
| З   | Шуя ~ 32 км Иваново ~ 63 км | Роза ветров                    | Чкаловск ~ 95 км         | В   |
| Ю-З | Ковров ~ 99 км              | Муром ~ 164 км                 | Нижний Новгород ~ 183 км | Ю-В |

## История
Точная дата основания села Палех неизвестна, но есть основания полагать, что село существовало ещё до XV века. Первое упоминание в летописи о Палехе относится к первой половине XVII века.
Существует легенда, что Палех основали бежавшие от татар из Владимира и Суздаля люди, которые сожгли здесь дремучий лес (палёный — Палех), и принесли с собой иконописное ремесло. Название «Палех» имеет финно-угорское происхождение и относится к названиям, возникшим около 2 тысяч лет назад, таким как Люлех, Лух, Ландех. 
Первоначально село Палех принадлежало князьям Палецким из рода князей Стародубских (Палецкое княжество). По прекращению рода князей Палецких в XV веке село перешло в казну.
Окружённый волжско-окскими глухими борами и малодоступный из-за бездорожья, Палех долгое время жил обособленной жизнью. В 1628 году Палех был пожалован Ивану Бутурлину «за московское осадное сидение королевичево». По Писцовой книге Владимирского уезда Боголюбова стана 1628—1630 годов одна третья часть села Палех значится в вотчине воеводы Ивана Бутурлина и его детей: поместье дано было Ивану Бутурлину «за московское осадное сидение королевичево». Вплоть до 1861 года часть жителей села являлась крепостными людьми дворян Бутурлиных.
В писцовой книге 1645 года упоминается о наличии в Палехе деревянной церкви святого Пророка Илии и церкви Воздвижения честного креста. Различные документы первой половины XVII века свидетельствуют о развитом иконописном промысле в Палехе. Многие палехские роды иконописцев (например: Кориных, Зубковых) восходят к XVII веку. В середине XVII века слава о палехских иконописцах достигла Москвы, и их начали приглашать для работ к царскому двору. В грамоте 1668 года, касающейся упорядочивания иконописания, палешане упоминаются в ряду иконописцев, производящих «расхожие», дешёвые иконы, наряду с холуянами и кинешемцами. Однако, в отличие от Шуи и Холуя, расположенных на торговых путях, Палех, из-за постоянного бездорожья редко посещался офенями (торговцами), что способствовало своеобразию развития палехского искусства и сохранению старых иконописных традиций.
По данным Центрального статистического комитета Министерства внутренних дел на 1859 год, в списках населённых мест Владимирской губернии (СПб., 1863) под № 1577 значится: «Палех, село владельческое, при речке Паштне (так в тексте); расстояние в верстах от уездного центра — 73, от становой квартиры — 27; число дворов 279; число жителей: мужского пола — 577 чел., женского пола — 322 чел. Церквей православных 2 (две); базар».
В XVIII веке иконописание во Владимирской губернии как промысел сосредотачивается в трёх сёлах: Мстёре, Палехе и Холуе, где становится основным занятием жителей. В 1762—1774 годах в центре Палеха был построен Крестовоздвиженский храм, расписанный и богато украшенный палехскими мастерами. Вплоть до начала XIX века Палех, в отличие от промышленно развитых Мстёры и Холуя, продолжал сохранять простые формы иконного производства, замкнутого кругом семьи. Палешане, помимо иконописи, продолжали заниматься сельским хозяйством, и писали иконы в свободное от полевых работ время. В 1814 году И. В. Гёте, заинтересовавшись суздальскими иконописцами, выразил желание получить о них сведения. В ответ владимирский губернатор сообщил, что среди иконописных сёл выделяется своим искусством помещичье село Палех, в котором иконописанием занимается 600 душ, а особым мастерством миниатюрного письма отличаются крестьяне Андрей и Иван Александровичи Каурцевы. Две иконы их работы были отосланы Гёте.
К 1840-м годам в Палехе начинают появляться иконописные мастерские. Первые палехские мастерские принадлежали Ф. Ф. Наныкину, Н. И. Корину, Л. М. Сафонову и П. Г. Удалову. С развитием капитализма во второй половине XIX века в Палех стали проникать элементы городского быта. Всё меньше остаётся мастеров, работающих только со своей семьёй, многие работают на хозяев или сами становятся хозяевами мастерских. Некоторые начинают заниматься скупкой икон и их перепродажей. Весь процесс иконописания раздробляется на множество мелких специализаций, вместе с которыми укореняется ремесленный подход. Многие палехские мастера открывают свои мастерские в Петербурге, Москве, Нижнем Новгороде и других городах. На рубеже XIX—XX веков палешане привлекаются к реставрационным работам, в том числе в Грановитой палате, Благовещенском и Успенском соборах Московского Кремля, Успенском соборе во Владимире, а также в Ростове, Ярославле, Новгороде. В деле стенной росписи палешане не имели себе равных. Реставрационные работы способствовали расширению кругозора и обогащению вкуса палешан. Особенно большую роль в этом сыграла реставрация Ипатьевского собора в Костроме в 1911—1912 годах, выполненная мастерской Н. М. Сафонова.
Значительный вклад в изучение истории Палеха и его художественного наследия внёс краевед и искусствовед Виталий Тимофеевич Котов (1916—2002), посвятивший родному селу более полувека исследовательской и просветительской деятельности. Его перу принадлежит ряд работ по истории Палеха, а неопубликованная рукопись «Палех. Забытое. Неведомое» представляет собой ценный источник по краеведению и культурному наследию села. Котов продолжил традиции «дореволюционного краеведения», уделяя внимание не только материально-экономическим аспектам, но и духовной, культурной жизни народа. Он исследовал топонимику Палеха, происхождение названий, а также легенды и предания, связанные с историей села, включая предания о древних камнях и «каменном топоре». Его работы способствовали углублению представлений об исторической роли Стародубских земель и их значении для России.

### Иконопись и миниатюра

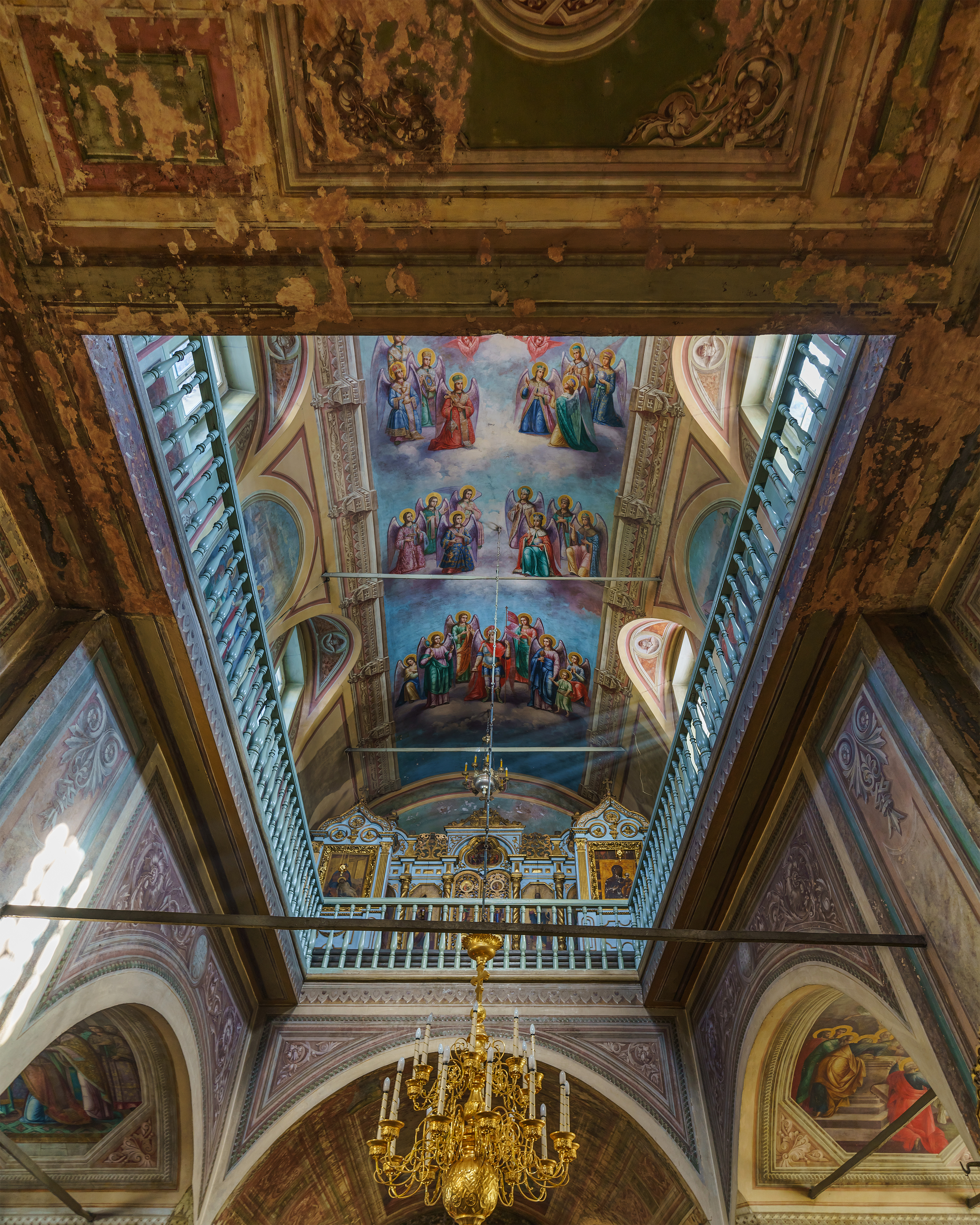
Интерьер Крестовоздвиженского храма с росписями начала XIX века

Начиная с XVII века Палех — один из центров иконописи в традициях русской живописи XV—XVII веков. Палехские иконы отличались высоким уровнем исполнения и продавались не только в России, но и за границей — в Сибири, Молдавии, Болгарии, Черногории и других странах. Палехские иконописцы также известны росписью Грановитой палаты в Москве, реставрацией фресок Успенского и Дмитровского соборов во Владимире и Софийского собора в Новгороде. Под влиянием различных русских школ иконописи (в их числе: ростово-суздальская школа, новгородская, строгановская и другие) сложился особый неповторимый палехский стиль иконописания, достигший своего расцвета в XVIII — начале XIX века. В начале XIX века (в 1814 году) Палех привлек внимание немецкого поэта И. В. Гёте, который интересовался современным иконописанием в Суздальском крае.
После Октябрьской революции 1917 года палехские иконописцы остались без работы, так как иконы перестали пользоваться спросом. В 1918 году в Палехе была организована Художественно-декоративная артель, работавшая на реставрации храмов, но просуществовала она недолго. В 1920 году около тридцати бывших иконописцев, по предложению Владимирского артсоюза, начали расписывать деревянные изделия, но дело не пошло.
В конце 1922 года художник Иван Голиков, живший в Москве, увидев в Кустарном музее чёрную шкатулку из папье-маше с многоцветной росписью из Федоскина, решил попробовать писать миниатюры на папье-маше, используя иконописную технику. В мастерской бывшего хозяина иконописной мастерской А. А. Глазунова Голиков написал творёным золотом и серебром на донцах фотографических ванночек из папье-маше свою первую миниатюру: «Адам в раю». Палехская лаковая миниатюра родилась в 1920 году, когда Голиков написал первую миниатюру «Адам в Раю», выполненную в уникальном палехском стиле. Вскоре к Голикову присоединились бывшие иконописцы И. П. Вакуров и А. В. Котухин. Изделия мастеров были хорошо приняты Кустарным музеем, который оказывал им поддержку. В 1923 году изделия палехских мастеров получили диплом I степени на Всероссийской сельскохозяйственной и промышленной выставке.
5 декабря 1924 года семь художников, в том числе Голиков, Баканов, Котухин и Маркичев, организовали «Артель древней живописи». В 1925 году изделия артели имели большой успех на Международной выставке в Париже. В 1928 году для подготовки кадров в Палехе была организована профтехшкола. В марте 1935 года артель была преобразована в «Товарищество художников Палеха» и передана в ведение Всекохудожника (Всероссийское кооперативное объединение «Художник»), профтехшкола была преобразована в художественный техникум (позднее — художественное училище), в Палехе был открыт Государственный музей палехского искусства. С 1954 года — «Палехские художественно-производственные мастерские» (ПХПМ) Художественного фонда СССР; ПХПМ были закрыты в 1989 году.
После распада СССР в Палехе на основе коллектива Палехских художественно-производственных мастерских и позднее возникли различные творческие объединения и предприятия, продолжившие традиции палехской лаковой миниатюры. В 1992 году при кооперативе «Объединение художников Палеха» было создано художественное училище. В настоящее время идёт активное возрождение иконописания.

## Статус
На протяжении четырёх веков — с первой трети XVII по первую половину XX века — старинное русское селение Палех, являвшееся центром церковного прихода, объединявшего несколько близлежащих деревень (Сверчина, Дерягина, Дягилева, Савина, Терехова, Маланьина, Выставки, Смертина, Ковшова, Киселева, и Медведникова), находилось на положении села.
После проведения первой административно-территориальной реформы в РСФСР село Палех было признано «рабочим посёлком», а затем — указом Верховного совета РСФСР от 23 апреля 1947 года — ему был присвоен новый статус — посёлок городского типа.
C 2002 года Палех входил в перечень исторических поселений России (ИПР), но в 2010 году был лишён данного статуса.

## Геральдика
Отдельного геральдического символа — герба пгт Палех нет. С 1991 года символом Палеха является герб Палехского муниципального района, описание которого гласит: «В чёрном поле золотая, с распростёртыми крыльями, жар-птица». В основу идеи герба положена палехская лаковая миниатюра, для которой характерны фольклорные и исторические сюжеты, выполненные яркими красками по чёрному фону; в то же время главным символом культурного наследия стала легенда о том, что Палех — это родина Жар-птицы — сказочной птицы, знаменующей утончённую и изумляющую красоту.
Решением Палехского районного Совета от 6 ноября 2003 года № 53 утверждены рисунок герба и положение о гербе муниципального образования «Палехский район». Герб Палехского района (Палеха) внесён в Государственный геральдический регистр России № 1001—1500 под регистрационным номером 1343, Протокола № 18.

## Храмы

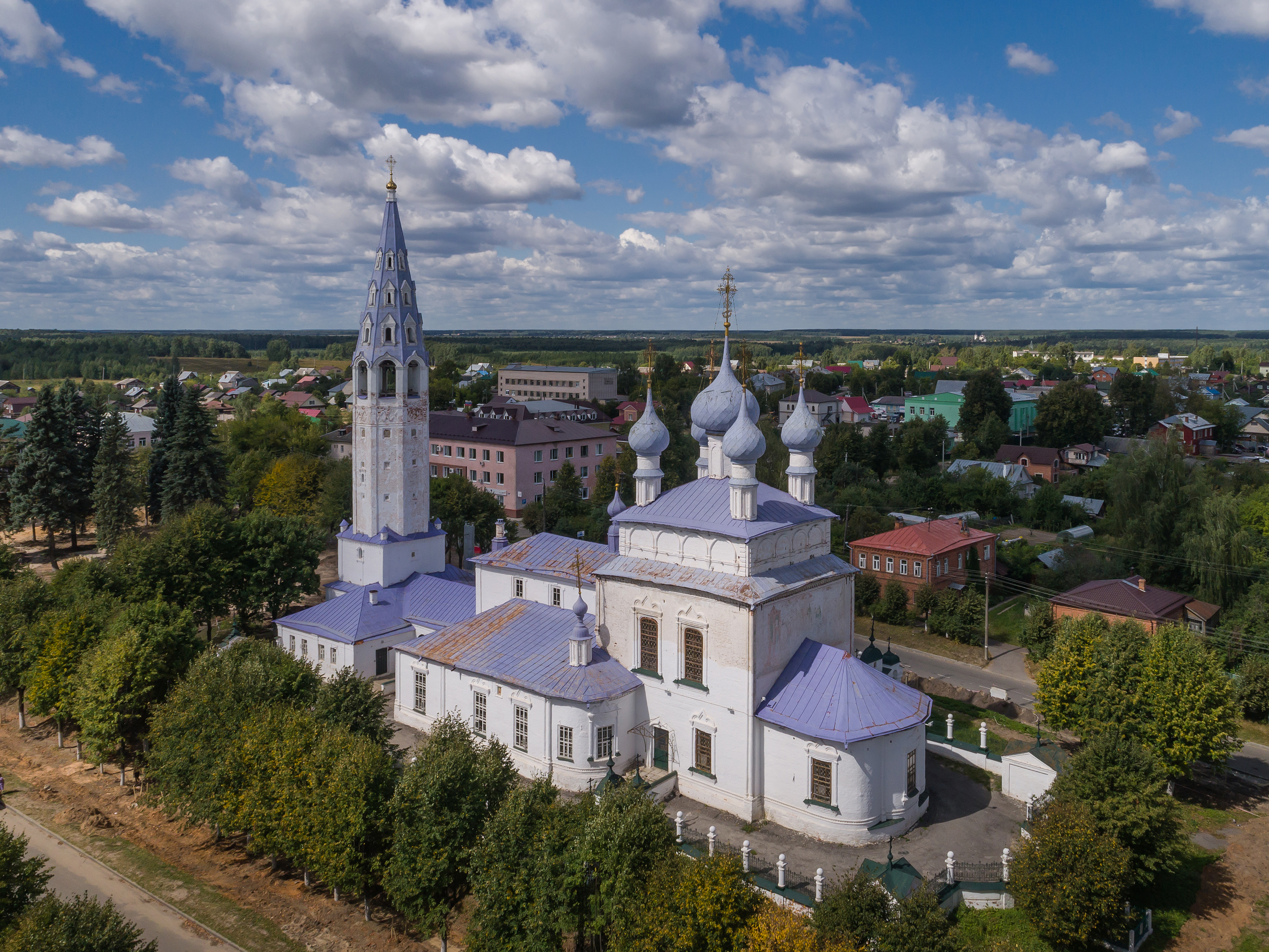
Крестовоздвиженская церковь

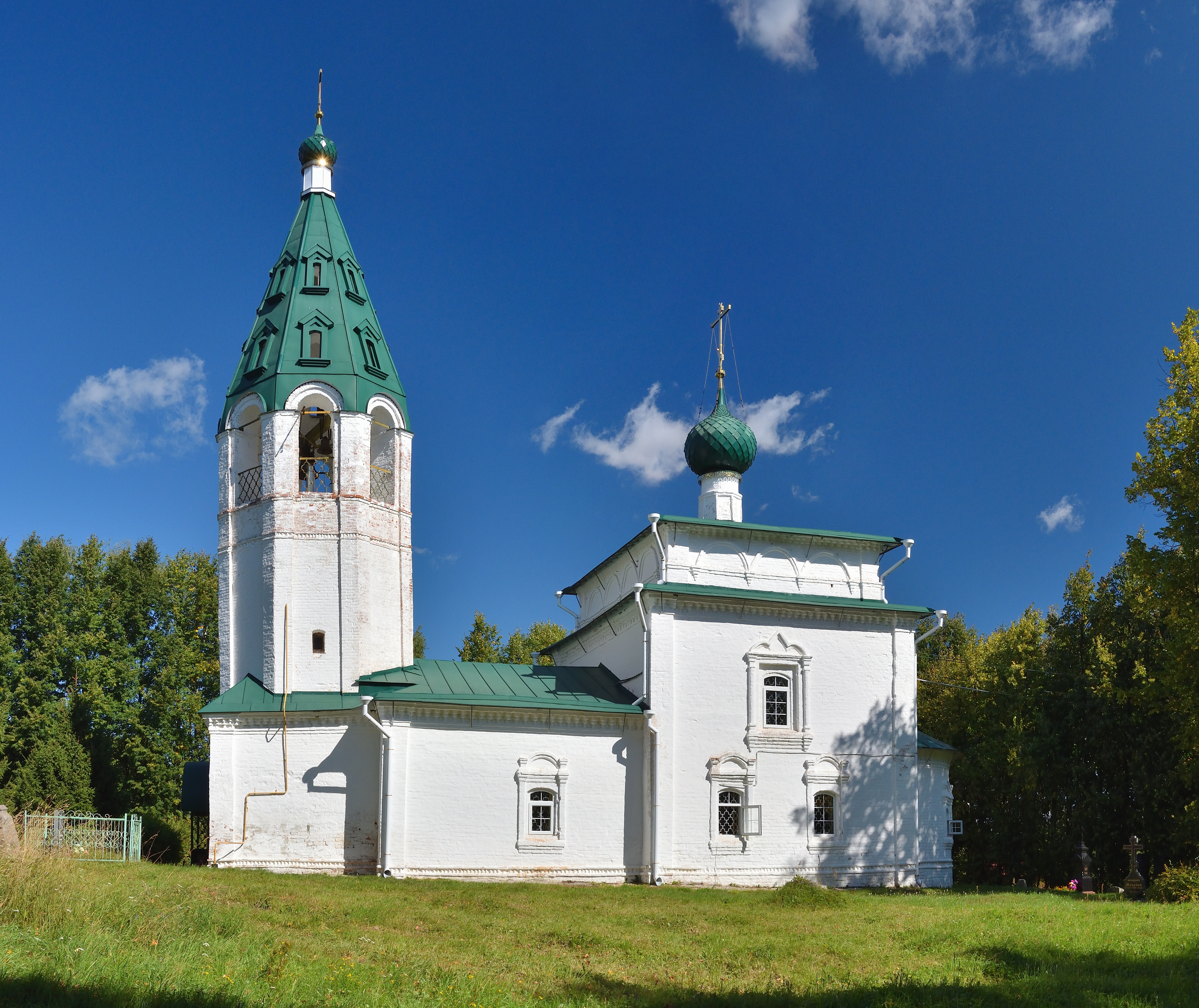
Ильинская церковь

- Согласно источникам, начиная с XVII векa в cеле при погосте существовала деревянная Ильинская церковь, в 1790 году на её месте возвели однопрестольный каменный храм во имя святого пророка Илии. Является памятником русской церковной архитектуры второй половины XVIII века.
- Крестовоздвиженский храм — построен в 1762—1774 годах в нарышкинском стиле мастером Егором Дубовым. Памятник русской церковной архитектуры XVIII века. Храм поражает обилием древнерусского письма[22].
- Храм в честь иконы Божией Матери «Взыскание погибших» — деревянная кладбищенская церковь, построенная в 2004 году и освящённая в честь иконы Богоматери «Взыскание погибших»[23].
- Часовня во имя святого благовеpного князя Александpа Hевского — построена в 2006 году; восстановлена вместо утраченной в 1930-е годы одноимённой часовни[24].

## Население
| 1859  | 1897  | 1905  | 1939  | 1959  | 1970  | 1979  | 1989  | 2002  |
| ----- | ----- | ----- | ----- | ----- | ----- | ----- | ----- | ----- |
| 1280  | ↗1419 | ↘642  | ↗2583 | ↗3363 | ↗4678 | ↗5273 | ↗6192 | ↘5814 |
| 2009  | 2010  | 2012  | 2013  | 2014  | 2015  | 2016  | 2017  | 2018  |
| ↘5503 | ↘5337 | ↘5240 | ↘5083 | ↘4964 | ↘4929 | ↘4880 | ↘4821 | ↘4801 |
| 2019  | 2020  | 2021  |       |       |       |       |       |       |
| ↘4710 | ↘4620 | ↗4633 |       |       |       |       |       |       |

Национальный состав
По итогам переписи населения 2020 года, проживали следующие национальности (национальности менее 0,1 % и другое см. в сноске к строке «Другие»):
| Национальность | Численность, чел. | Доля     |
| -------------- | ----------------- | -------- |
| Русские        | 4467              | 96,42 %  |
| Украинцы       | 16                | 0,35 %   |
| Узбеки         | 11                | 0,24 %   |
| Азербайджанцы  | 11                | 0,24 %   |
| Таджики        | 9                 | 0,19 %   |
| Белорусы       | 8                 | 0,17 %   |
| Другие         | 111               | 2,39 %   |
| Итого          | 4633              | 100,00 % |

## Климат
| Показатель                    | Янв.  | Фев.  | Март | Апр. | Май  | Июнь | Июль | Авг. | Сен. | Окт. | Нояб. | Дек.  | Год |
| ----------------------------- | ----- | ----- | ---- | ---- | ---- | ---- | ---- | ---- | ---- | ---- | ----- | ----- | --- |
| Средний суточный максимум, °C | −7,5  | −6,4  | −0,1 | 9,4  | 17,6 | 21,5 | 23,7 | 21,7 | 15,1 | 7,2  | −0,3  | −5,3  | 8,1 |
| Средняя температура, °C       | −10,9 | −10,5 | −4,5 | 4,7  | 11,8 | 16   | 18,3 | 16,1 | 10,3 | 3,7  | −2,9  | −8,2  | 3,7 |
| Средний суточный минимум, °C  | −15   | −15,2 | −9,1 | −0,1 | 5,3  | 10   | 12,6 | 10,3 | 5,7  | 0,7  | −5,7  | −11,8 | −1  |
| Норма осадков, мм             | 35    | 26    | 25   | 33   | 46   | 68   | 75   | 63   | 55   | 48   | 43    | 35    | 552 |
| Источник: climate-data.org    |       |       |      |      |      |      |      |      |      |      |       |       |     |

## Экономика
Существовавшие в Палехе до недавнего времени такие предприятия, как Палехский льнокомбинат, кирпичный и овощесушильный заводы были признаны банкротами и прекратили свою работу. Ныне в Палехе показаны три производственные отрасли.
- Палехская строчевышивальная фабрика изготавливает блузки, швейные изделия, костюмы, платья, сувениры[45].
- Палехская торговая компания — ООО «Молочный домик» производит молоко, кефир, творог, сливочное масло и др.[46]
- ООО «Русская лаковая миниатюра» объединило художников из Палеха, Холуя, а также из подмосковного села Федоскина.

## Образование
В 1818 году в Палехе было открыто приходское училище, содержавшиеся в основном за счёт средств прихожан-крестьян, закрытое в 1837 году «за неимением учеников». Были открыты две земские школы: мужская — в 1862 году, и женская — в 1869 году.
После 1917 года в селе были открыты новые школы: начальная (четырёхлетняя) и семилетка — по образцу высшего начального училища. В 1930-е годы семилетка была реорганизована в среднюю школу.

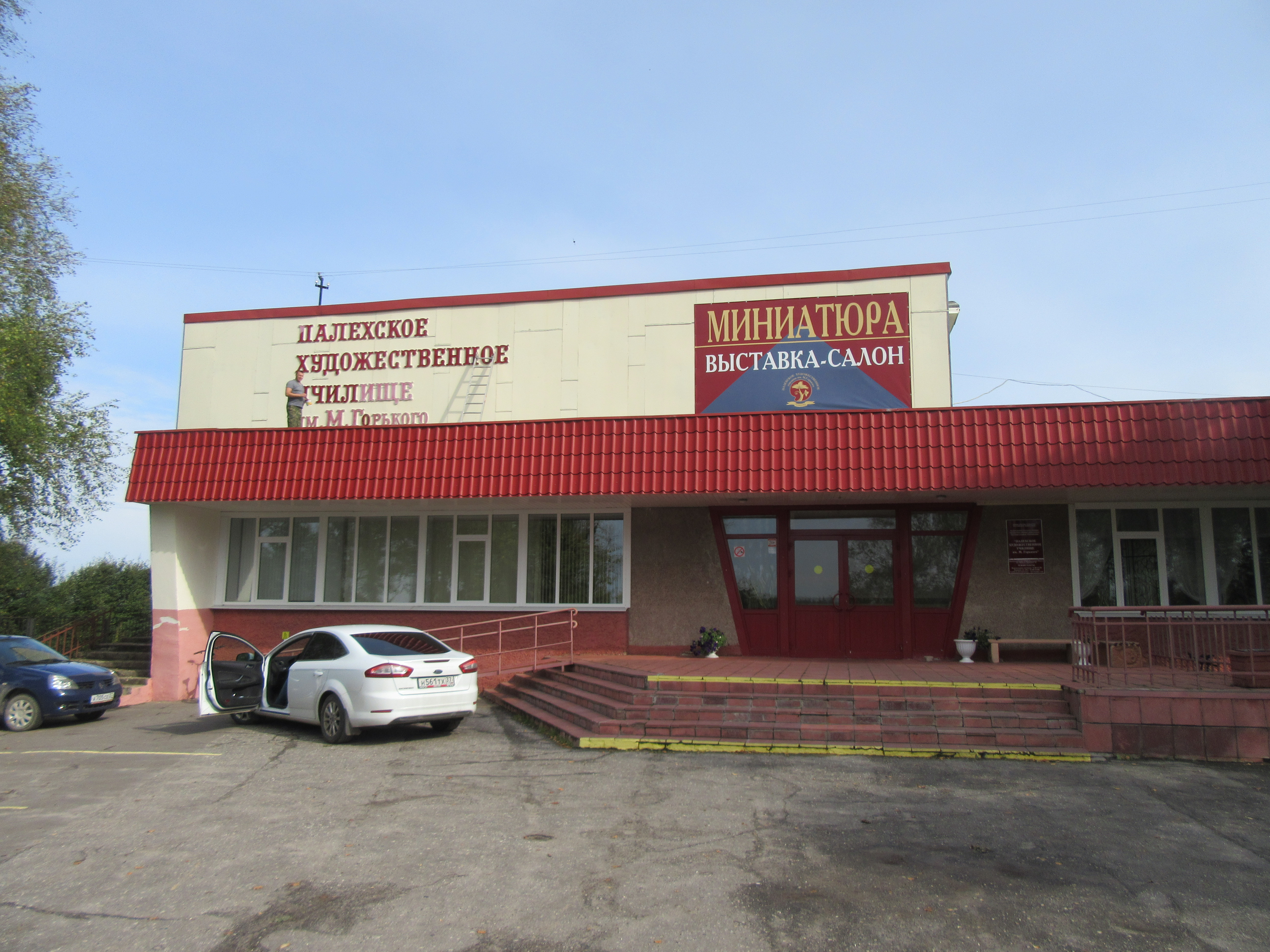
Палехское художественное училище

Начиная с 1926 года действует Палехское художественное училище имени М. Горького — учебное заведение, в котором готовят художников и преподавателей в области традиционной палехской миниатюрной живописи и иконописи, выпустившее за время существования более 1000 художников-специалистов — мастеров палехского искусства. В. Т. Котов, краевед и искусствовед, также преподавал в училище, внося вклад в подготовку новых поколений мастеров палехского искусства. В 1902 году в Палехе, по инициативе Комитета попечительства о русской иконописи, были открыты иконописные учебные мастерские с четырёхгодичным сроком обучения, которые располагались в доме Михаила Петровича Вакурова и просуществовали до 1917 года. В 1992 году при кооперативе «Объединение художников Палеха» также было создано художественное училище.
В настоящее время в Палехе имеется два общеобразовательных учреждения — средняя и начальная школы, а также ряд иных образовательных заведений, в том числе: дом ремёсел, детская школа искусств, музыкальная школа, конноспортивная школа, школа английского языка.

## Культура, достопримечательности

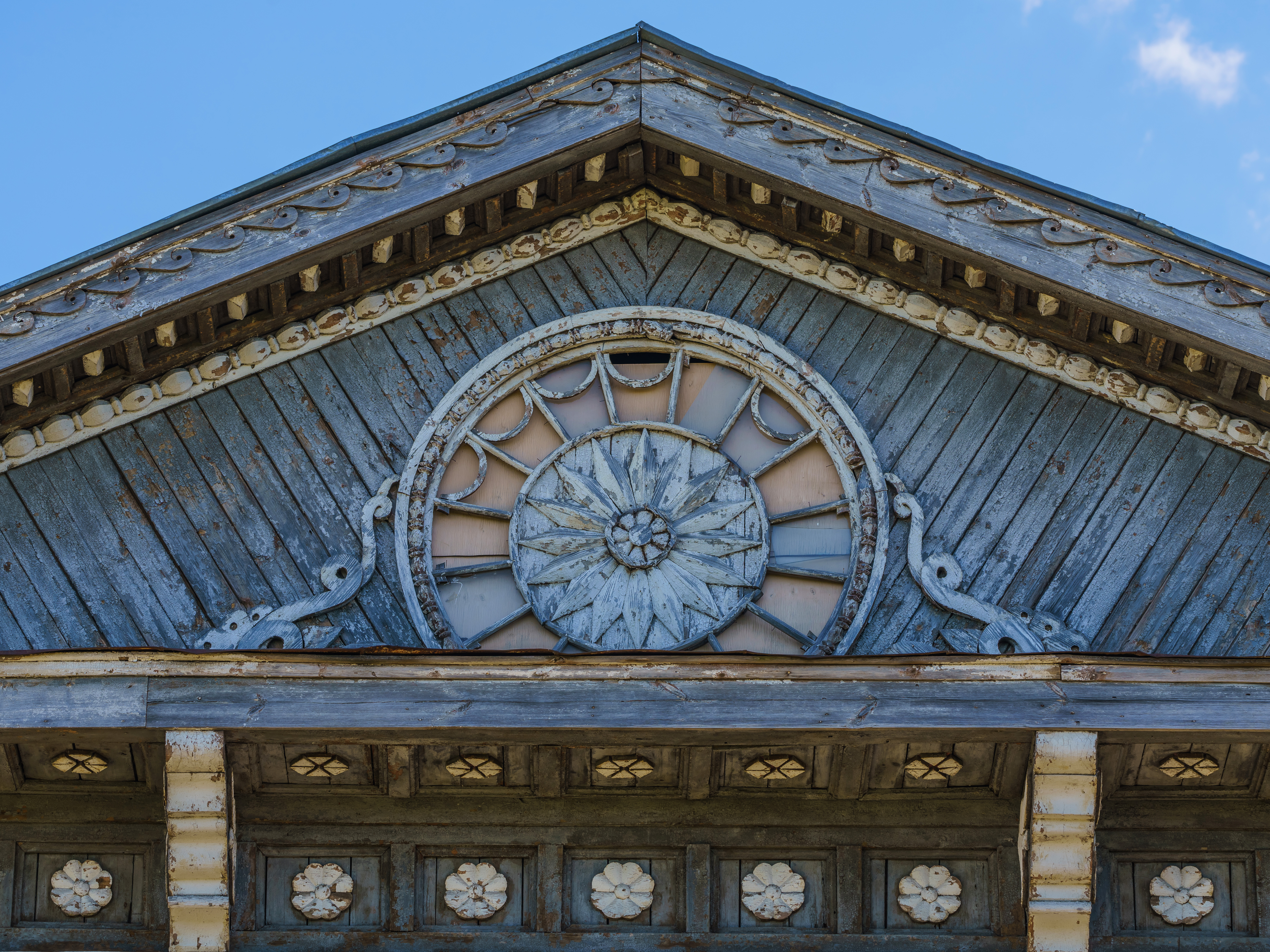
Фрагмент фронтона Дворца культуры

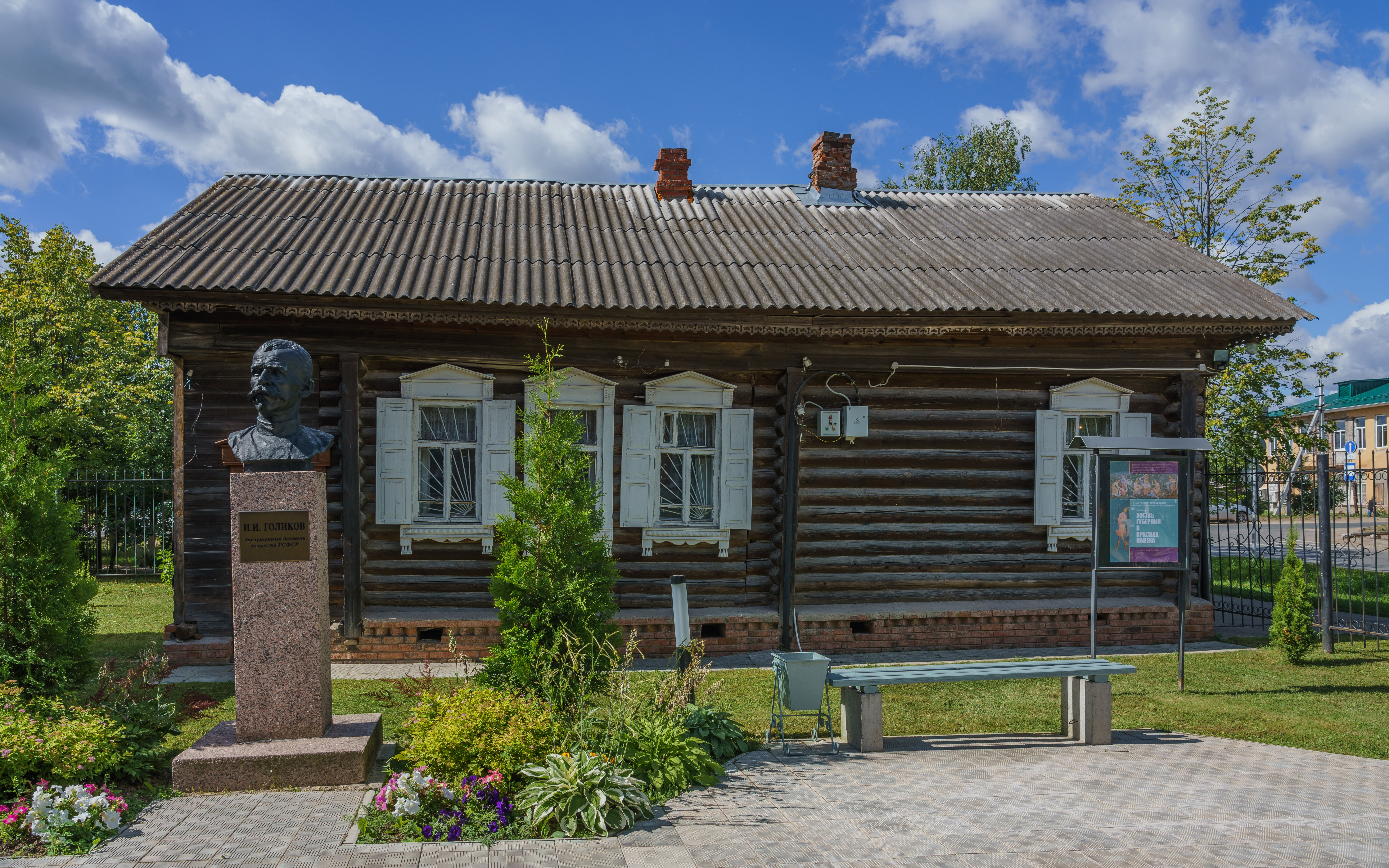
Дом-музей Ивана Голикова

Палех — русское поселение и уникальный культурный центр, рекомендуется для посещения группам туристского маршрута «Золотое кольцо России». Несмотря на то, что Палех находился вдали от крупных городов, он всегда жил общей культурной жизнью со всей Россией, привлекая ученых, любителей искусства и деятелей культуры. Палех называют «селом-академией» и «русской Элладой».
О культурной жизни Палеха середины 1930-х годов писал в романе «Созревание плодов» Борис Пильняк.
В конце 1980-х годов в Палехе образовался музыкальный коллектив — рок-группа «Сейф».
Главные достопримечательности и памятные места посёлка:
- Мемориал в память односельчан — участников Великой Отечественной войны 1941—1945 годов, погибших в боях с немецко-фашистскими захватчиками, установленный в 1968 году. Автор мемориального комплекса скульптор-палешанин, заслуженный деятель искусств РСФСР Николай Дыдыкин[52].
- Государственный музей палехского искусства (основан в 1935 году)[53]. Музей располагает богатейшей коллекцией палехской лаковой миниатюры, иконописи, графики и скульптуры[22]. В музее собраны уникальные произведения, позволяющие проследить историю палехского искусства во всём многообразии[22].
- Дом-музей Ивана Голикова — одного из основоположников искусства палехской лаковой миниатюры и иконописи. В музее представлены эскизы к росписям, документы и фотографии, рассказывающие о жизни и творчестве художника[22].
- Музей-мастерская скульптора, заслуженного художника РСФСР, Николая Дыдыкина. Музей расположен в доме-мастерской скульптора, где представлены работы разных лет, включая ранние работы периода обучения в иконописной школе[22].
- Музей-мастерская народного художника России Николая Голикова[54].
- Крестовоздвиженская церковь с шатровой колокольней, XVIII век; резной иконостас, росписи ярославских мастеров, 1807. Храм, называемый местными жителями «музеем», поражает обилием древнерусского письма[22].
- Ильинская церковь с древним погостом, памятник архитектуры XVII века (1790). В церкви сохранился пятиярусный иконостас второй половины XVIII века[22].
- Дом-музей художника Павла Корина; Дом Ивана Баканова; Дом Ивана Вакурова; Дом Михаила Петровича Вакурова[55]; Дом братьев Солониных[56]. В Палехе сохранились дома потомственных художников, представляющие собой образец жилого дома палешан[22].
- Центральный парк и сквер у Крестовоздвиженского храма, реконструированный в 2018 году; при реставрации фонтана впервые в мире применена технология строительной 3D-печати[57]. В центре парка установлен памятник В. И. Ленину, а рядом памятник павшим землякам в годы Великой Отечественной войны[22].

## Улицы
- Базарная пл.
- Базарный пер.
- ул. Баканова
- Больничный пер.
- пер. Больничный Двор
- ул. Вакурова
- Восточная ул.
- ул. Высоцкого
- ул. Гагарина
- ул. Голикова
- ул. Генерала Горбатова
- ул. Горького
- ул. Демьяна Бедного
- Дорожный пер.
- 1-я Западная ул.
- 2-я Западная ул.
- 3-я Западная ул.
- 4-я Западная ул.
- 1-я Заречная ул.
- 2-я Заречная ул.
- 3-я Заречная ул.
- ул. Зелёная Горка
- ул. Зиновьева
- ул. Зубковых
- ул. Карла Маркса
- ул. Кирова
- Коммунальная ул.
- Коммунальный пер.
- Комсомольский пер.
- ул. Корина
- ул. Котухиных
- Красноармейская ул.
- Лагерная ул.
- ул. Ленина
- Лесная ул.
- Луговая ул.
- ул. Льва Толстого
- ул. Маркичева
- ул. Маяковского
- ул. Мира
- ул. Мичурина
- Мичуринский пер.
- Молодёжная ул.
- Музейный пер.
- 1-я Набережная ул.
- 2-я Набережная ул.
- ул. Некрасова
- Новая ул.
- Новый пер.
- Октябрьская ул.
- Парковая ул.
- Первомайская ул.
- Пионерский пер.
- Полевая ул.
- Производственная ул.
- ул. Пушкина
- 1-я Садовая ул.
- 2-я Садовая ул.
- 1-я Совхозная ул.
- Солнечная ул.
- Сосновая ул.
- Социалистическая ул.
- Строительная ул.
- Студенческий пер.
- ул. Титова
- Фестивальная ул.
- ул. Фрунзе
- ул. Чапаева
- ул. Чернышевского
- ул. Чехова
- 1-я Школьная ул.
- 2-я Школьная ул.
- Школьный пер.
- Шуйская ул.
- 1-я Южная ул.
- 2-я Южная ул.
- 3-я Южная ул.
- Южный пер.

## Известные уроженцы и жители
- Баканов, Иван Михайлович (1870—1936) — художник-миниатюрист, иконописец, реставратор, заслуженный деятель искусств РСФСР (1935).
- Буторин, Дмитрий Николаевич (1891—1960) — художник-миниатюрист, иллюстратор, заслуженный деятель искусств РСФСР (1956).
- Вакуров, Иван Петрович (1885—1968) — потомственный иконописец, художник-миниатюрист, заслуженный деятель искусств РСФСР (1935), народный художник РСФСР (1956).
- Вакуров, Михаил Петрович (1890—1942) — потомственный иконописец, художник, младший брат И. П. Вакурова, член Палехской артели древней живописи (с 1932).
- Голиков, Иван Иванович (1887—1937) — художник-миниатюрист, заслуженный деятель искусств РСФСР.
- Голиков, Николай Иванович (1924—2011) — художник-миниатюрист, заслуженный художник РСФСР (1967), народный художник РСФСР (1974).
- Дыдыкин, Николай Васильевич (1894—1975) — иконописец, заслуженный деятель искусств РСФСР (1956).
- Зиновьев, Николай Михайлович (1888—1979) — народный художник СССР (1974), Герой Социалистического Труда (1978).
- Зубков, Иван Васильевич (ок. 1863 — после 1916) — русский иконописец, один из создателей «фряжскогого» стиля в иконописи Палеха[58].
- Корин Павел Дмитриевич (1892—1967) — живописец-портретист, реставратор, народный художник СССР (1962).
- Котухин, Александр Васильевич (1886—1961) — заслуженный деятель искусств РСФСР, народный художник РСФСР (1956).
- Каурцев, Фёдор Александрович (1896—1963) — художник, педагог Палехского художественного училища (1943—1963).
- Маркичев, Иван Васильевич (1883—1955) — заслуженный деятель искусств РСФСР (1934), народный художник РСФСР (1943).
- Парилов, Николай Михайлович (1891—1962) — художник-миниатюрист, заслуженный деятель искусств РСФСР (1956).
- Правдин, Николай Александрович (1893—1981) — художник-миниатюрист, член Союза художников России, заслуженный деятель искусств РСФСР (1956).
- Софонов, Николай Михайлович (1844—1910) — художник, потомственный палехский иконописец и реставратор[59][60].
- Котов, Виталий Тимофеевич (1916—2002) — краевед, искусствовед, директор Государственного музея палехского искусства, преподаватель Палехского художественного училища.
- Кукулиева, Калерия Васильевна (род. 1937) — художник палехской миниатюры, народный художник РФ, лауреат Государственной премии РФ.
- Щаницына, Екатерина Федоровна (род. 1947) — художник палехской миниатюры.

## Галерея

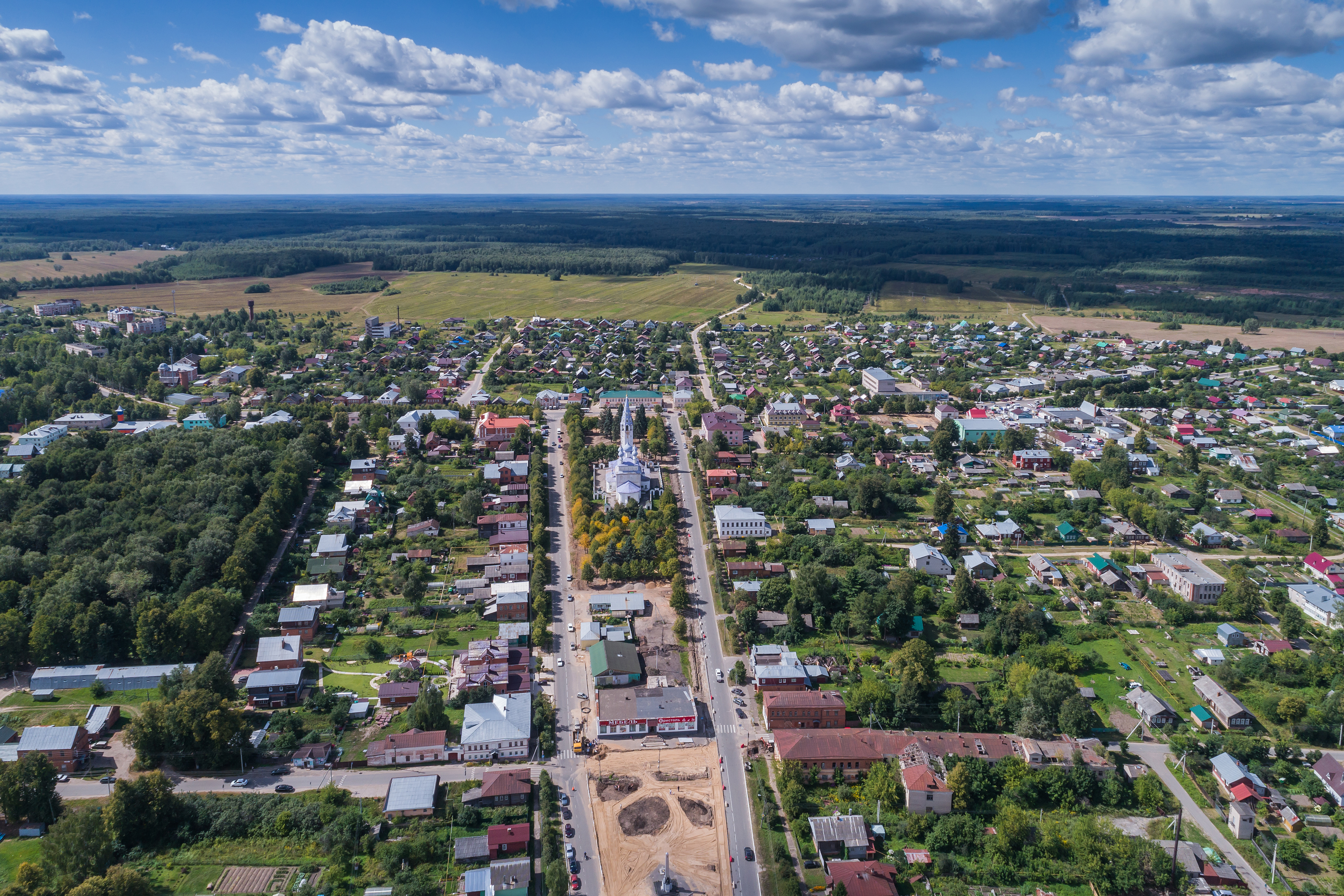
Исторический центр, аэрофотосъёмка
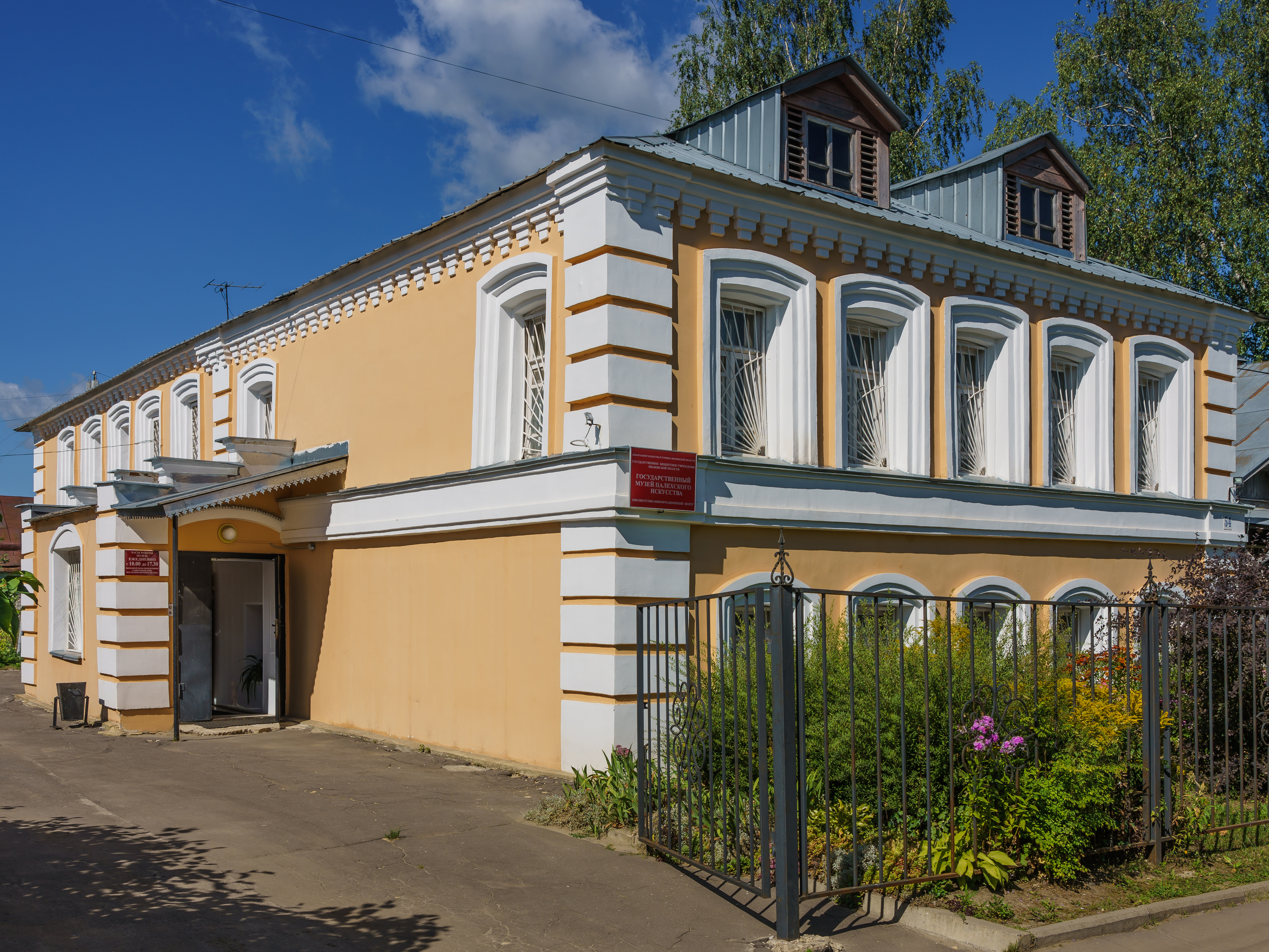
Государственный музей Палехского искусства
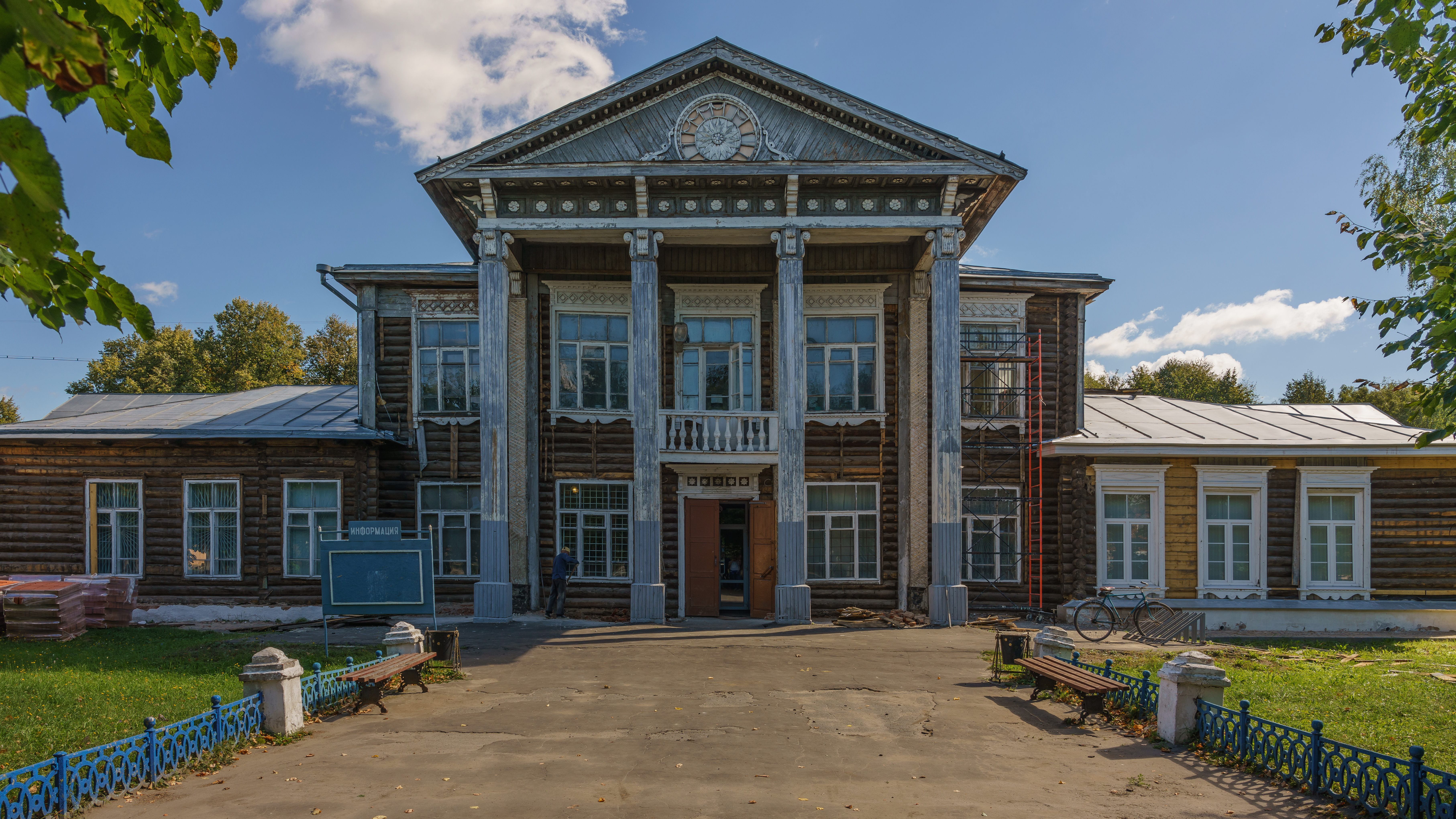
Дворец культуры
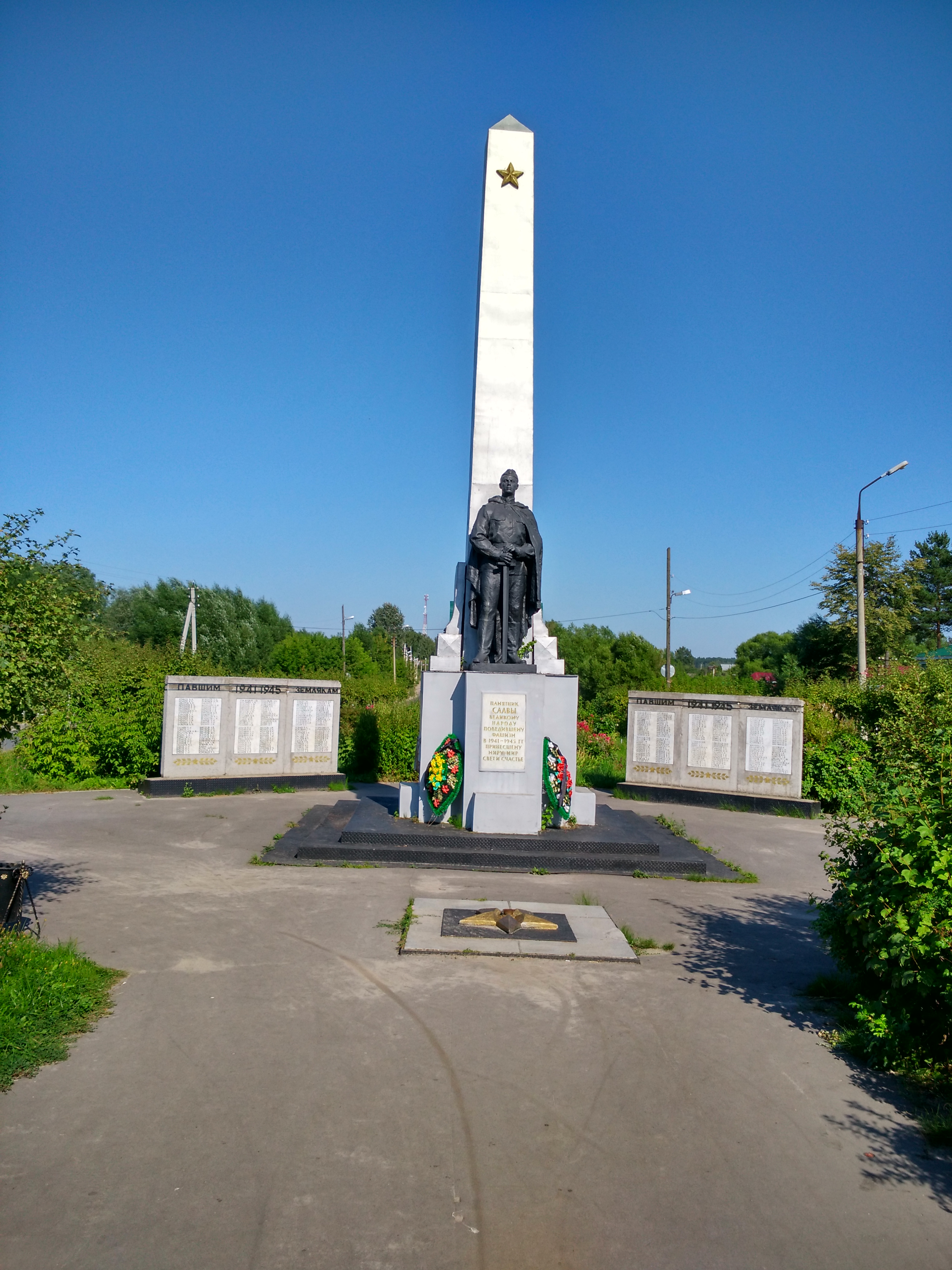
Мемориал в честь воинов-палешан, погибших в годы Великой Отечественной войны
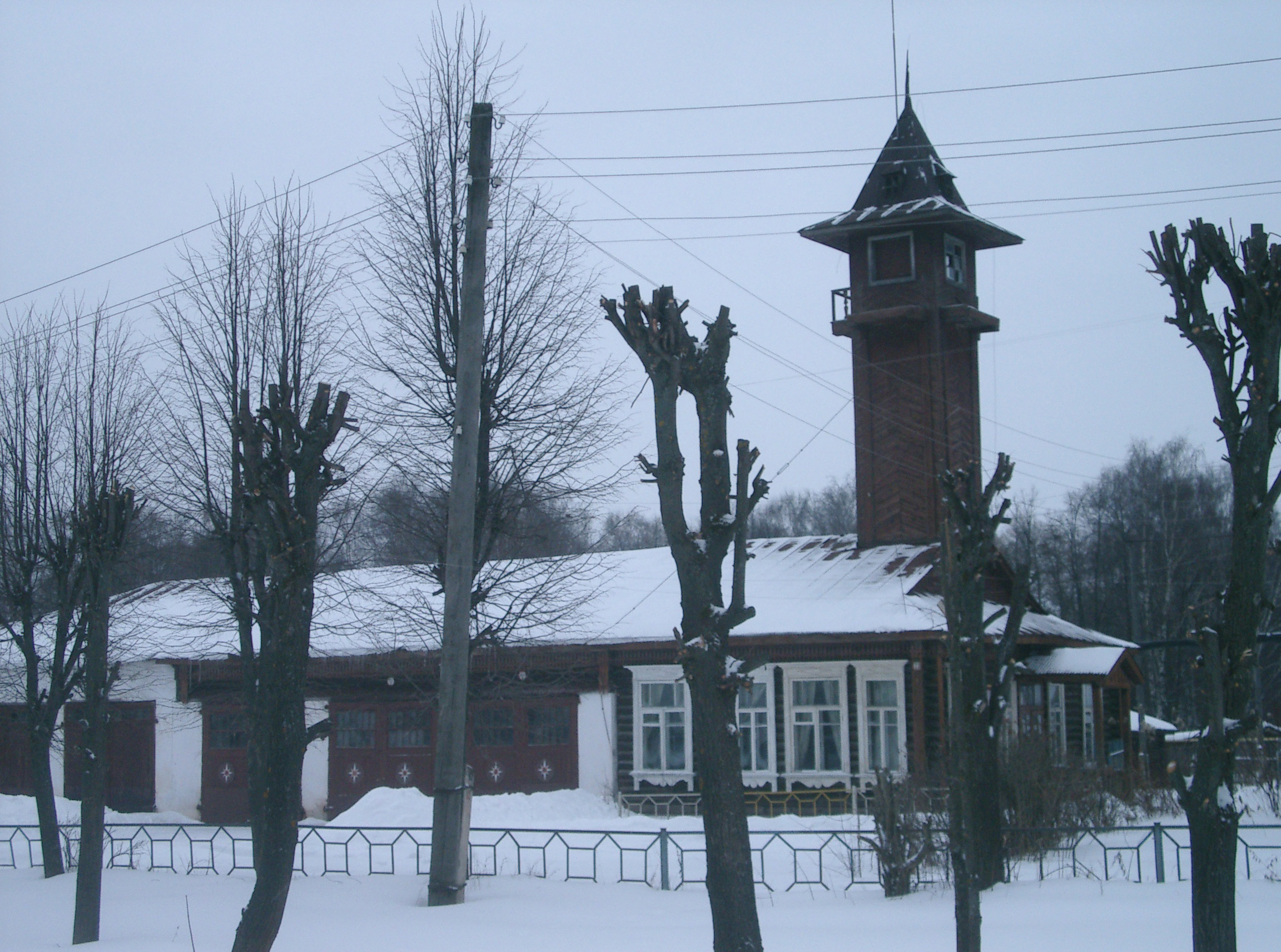
Дом пожарной части
Пляж на реке Палешке
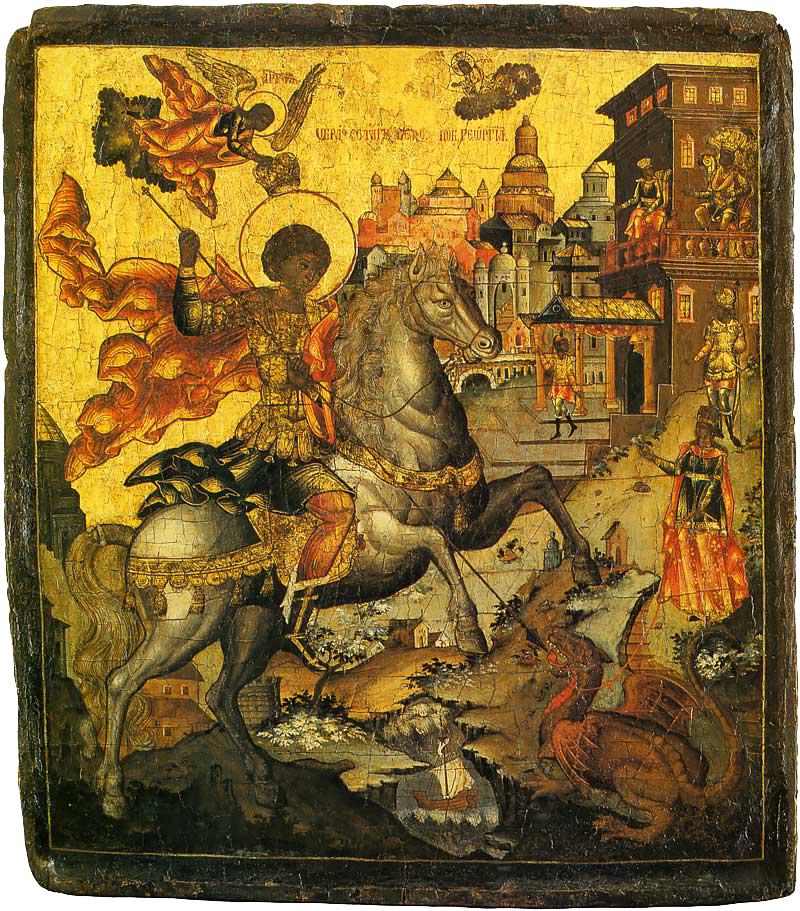
Чудо Георгия о змие, середина XVIII века
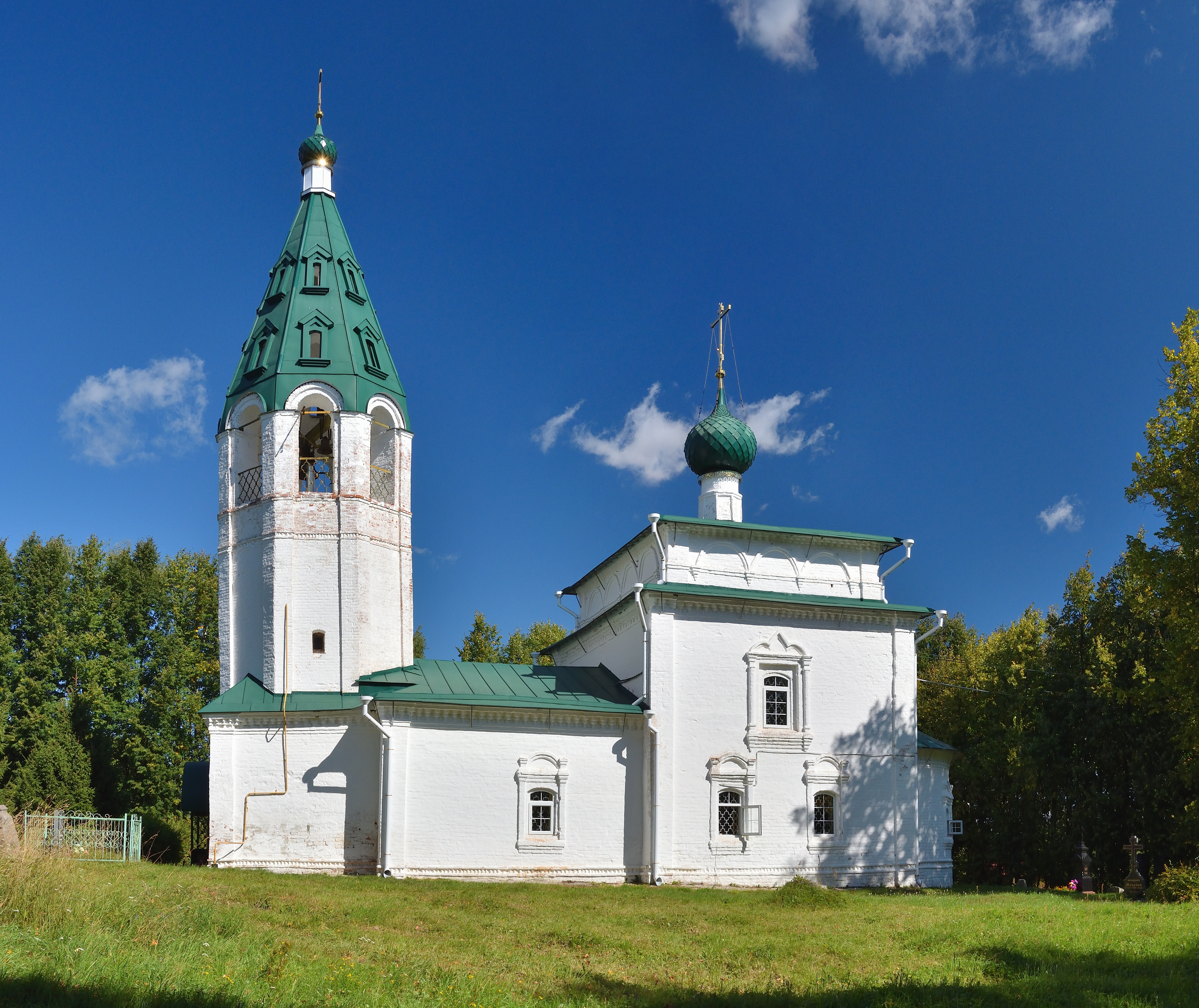
Ильинская церковь
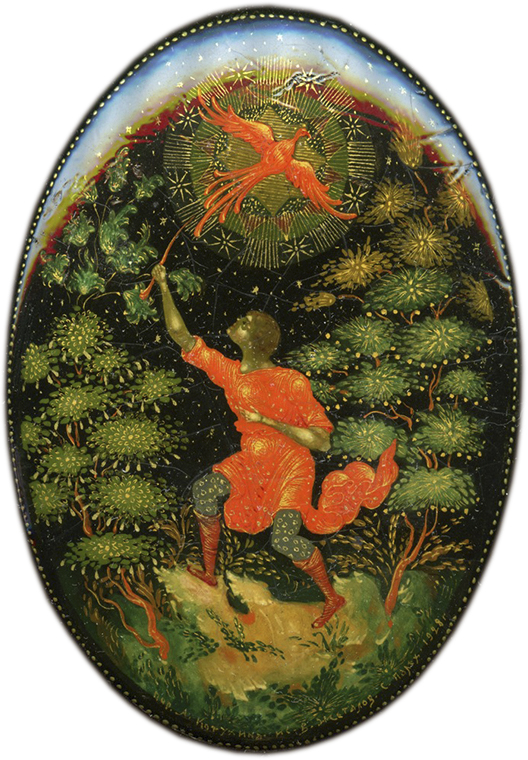
Жар-птица, Виктор Жегалов, 1928
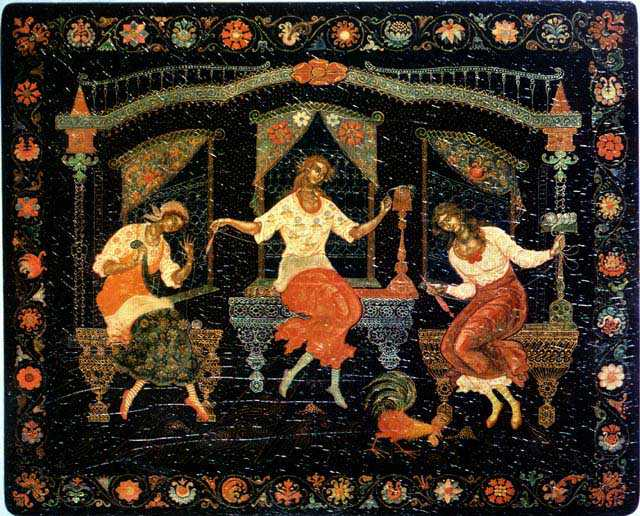
Три девицы под окном, Павел Баженов, 1931